# Gand-Wevelgem 1988
La Gand-Wevelgem 1988, cinquantesima edizione della corsa, fu disputata il 20 aprile 1988, su un percorso totale di 275 km. Fu vinta dall'irlandese Sean Kelly, giunto al traguardo con il tempo di 7h20'00" alla media di 38,364 km/h, precedendo l'italiano Gianni Bugno e lo statunitense Ron Kiefel.
Presero il via da Gand 187 ciclisti e 83 di essi portarono a termine la gara.

## Ordine d'arrivo (Top 10)
| Pos. | Corridore          | Squadra          | Tempo    |
| ---- | ------------------ | ---------------- | -------- |
| 1    | Sean Kelly         | KAS-Canal 10     | 7h20'00" |
| 2    | Gianni Bugno       | Château d'Ax     | s.t.     |
| 3    | Ron Kiefel         | 7-Eleven-Hoonved | s.t.     |
| 4    | Ludo Peeters       | Superconfex      | s.t.     |
| 5    | Claude Criquielion | Hitachi-Bosal    | s.t.     |
| 6    | Steve Bauer        | Weinmann         | a 25"    |
| 7    | Alfons De Wolf     | ADR-Anti M       | s.t.     |
| 8    | Rudy Dhaenens      | PDM-Ultima       | s.t.     |
| 9    | Søren Lilholt      | Sigma-Fina       | s.t.     |
| 10   | Eddy Planckaert    | ADR-Anti M       | a 1'36"  |